# Giovanni Alessandro Lonchamps
Giovanni Alessandro Lonchamps (* 17. Jahrhundert; † 17. Jahrhundert) war ein italienischer Grammatiker, Französist und Italianist französischer Abstammung.

## Leben und Werk
Giovanni Alessandro (oder: Jean Alexandre) Lonchamps unterrichtete Deutsch und Italienisch in Mailand, sowie Französisch in Rom. Seine zweisprachige Grammatik Französisch-Italienisch, Italienisch-Französisch von 1638 wurde ab 1655 um die spanisch-italienische Grammatik von Lorenzo Franciosini bereichert und war bis 1681 unter verschiedenen Titeln als dreisprachige Grammatik erfolgreich.

## Werke
- Grammaire françois & italienne nouuellement composée, & mise en lumiere en faueur des amateurs de ces deux langues. Par Iean Alexandre Lonchamps, Rom 1638 (78 Seiten)
- Trattato della lingua francese, & italiana. Italiana, e francese. Nella quale con vna piena e distinta instruzione si dichiarano tutte le regole & i fondamenti delle dette lingue. Nuouamente composto, e mandato in luce a beneficio de gl’amatori di esse, da Gio. Alessandro Lonchamps, Rom 1638 (132 Seiten)
- La nouissima grammatica delle tre lingue italiana, franzese, e spagnuola, cioe, la franzese, e l’italiana di Giovanni Alessandro Lonchamps, e la spagnuola di Lorenzo Franciosino. Opera profitteuole a chi desidera imparare fondatamente, & con breuita a leggere, comporre, intendere, a parlare in quelle, Venedig 1655 (295 Seiten), weitere Auflagen bis 1681, Paris 1973
- La nuoua, e piu accurata grammatica delle tre lingue italiana, spagnuola, e franzese, cioe, la franzese, e l’italiana del gia eccellente signor Giouanni Alessandro Lonchamps, e la spagnola del gia famoso sig. Lorenzo Franciosino; per imparar fondatamente, e quanto prima a leggere, comporre, intendere, e parlar in quelle. Opera da tutte le nationi ardentemente desiderata. Con l’aggiunta dell’Interprete sinottico, quarto libro del sig. Angelo da Firenze, maestro veterano di lingue, e delle lettere in Roma, ridata in luce, Rom 1655
- Grammaire francoise ci deuant imprimee a Rome par Alexandre Lonchamps, et a present reueue, & corrigee par Francois de la Barre maistre de langues a Boulogne, Bologna 1659 (144 Seiten)